# Forte da Ribeira Grande
O Forte da Ribeira Grande, também referido como Castelo da Vila da Ribeira Grande, localizava-se na então vila (hoje cidade) da Ribeira Grande, concelho da Ribeira Grande, a norte da ilha de São Miguel, nos Açores.
Em posição dominante sobre este trecho do litoral, constituiu-se em uma fortificação destinada à defesa deste ancoradouro contra os ataques de piratas e corsários, outrora frequentes nesta região do oceano Atlântico.

## História
No contexto da instalação da Capitania Geral dos Açores, o seu estado foi assim reportado em 1767:
"21.°— Na Villa da Ribeira Grande está um Forte que se acha com alguma ruina, que precisa ser reparado, e pôr-se-lhe 8 peças, por não ter nenhuma."
Ao final do século XVIII, a Relação dos Castelos e mais Fortes da Ilha de S. Miguel do seu estado do da sua Artelharia, Palamentas, Muniçoens e do q.' mais precizam, pelo major engenheiro João Leite de Chaves e Melo Borba Gato, informava:
"Castelo da V.a da Rib.a Grd.e - Cituado sobre os pricipicios de hu'a roxa q.' elevando-se mais p.a Leste, do Porto de S.ta Iria p.a diante, circunda a Ilha pelo Norte, Leste, e Sul até a Rib.a q.te com roxas altissimas sendo unicam.te intreceptada por algu'as grotas, e nos lugares da Povoaçam, e Faial por 2 chais q.' as agoas dellas tem formado, e dos q.s lugr.s p.a os outros não há comunicação senão por atalhos de dificil accesso: corre esta roxa digo em algu'as p.tes como no Faial e Ribr.a q.te, e g.des em altura de 1200 braças, de sorte q.' as maiores serras q.' se elevão p.a o interior da Ilha sobre o terreno destas, como a serra escura, e os picos do Ferro, e da Vára, se aproximarão a 2000 braças fica pois o Castello na extremid.e desta cordilheira de roxas, e no principio de hu' grde arial de 455 braças e hú palmo; 145 de ceixo ou calháo, q' pega com o Cast.o, e 310, e hu' palmode area; no fim deste arial, q' corre Leste Oeste primcipia outra roxa q' terá pouco mais da d.a extenção no extremo do q.l principia outro arial de 489 braças e meia na mesma direcção: O castello não tem mais q.' as muralhas com as paredes de hu'as cazas com 3 repartimen.tos tem 14 canhoneiras q.' nunca virão peças. Preciza reedificado, guarnecido, e municiado, e hu'a bataria na roxa opposta chamada o Bandeijo, e outra no extremo p.a defença do outro arial, chamado a praia de S.ta Barbara."
SOUSA (1995), em 1822, ao descrever o porto da Ribeira Grande refere: "(...) O seu porto é naturalmente defendido por um recife que borda quase toda a costa da vila (...); tem o seu forte de 8 peças. A sua guarnição é feita pelo seu Regimento de Milícia Nacional, que toma o nome da vila. (...).".
Esta estrutura não chegou até aos nossos dias.

## Características
Constituiu-se em um forte marítimo, em cujos muros se abriam, em 1767 oito canhoneiras, e, ao final do século XIX, quatorze.